# Señorita Panamá 2004
Señorita Panamá 2004, el 22ª certamen de Señorita Panamá y 39.ª celebración del concurso Miss Panamá, se llevó a cabo en el Teatro Nacional de Panamá, Panamá, Panamá, el 11 de septiembre de 2004, después de semanas de eventos. La ganadora del concurso fue Rosa María Hernández. El concurso fue transmitido en vivo por RPC Panamá.
Cerca de 12 concursantes de todo Panamá compitieron por la prestigiosa corona y título. Al final de la noche de la competencia, el reina saliente Jessica Rodríguez de Panamá Centro coronó a Rosa María Hernández de Los Santos como la nueva Señorita Panamá.
Este año la final se llevó a cabo únicamente para la selección de Señorita Panamá Universo.
Hernández compitió en la 54 ª edición del concurso Miss Universo 2005, que se celebró en el Impact Arena, Bangkok, Tailandia el 31 de mayo de 2005.

## Resultado final
| Resultad Final       | Concursante                                      |
| -------------------- | ------------------------------------------------ |
| Señorita Panamá 2004 | - Los Santos - Rosa María Hernández              |
| 1ª finalista         | - Coclé - Ana Isabel Ibáñez Carles               |
| 2ª finalista         | - Panamá Centro - Rosmery Isabel Suárez Macharek |
| 3ª finalista         | - Ciudad de Panamá - Mercy Karina Correia Moreno |
| 4ª finalista         | - Ciudad de Panamá - Maite Sánchez González      |

### Premios especiales
| Resultado Final                         | Diseñador    | Tema                   | Concursante      |
| --------------------------------------- | ------------ | ---------------------- | ---------------- |
| Mejor Traje Nacional para Miss Universo | Jorge Crespo | “El Tesoro de Dabaibe” | Julianna Barriga |

| Premio          | Concursante                        |
| --------------- | ---------------------------------- |
| Miss Simpatía   | Denys Rodríguez (Colón)            |
| Miss Fotogenica | Julianna Barriga (Panamá USA)      |
| Miss Internet   | Rosemary Suárez (Ciudad de Panamá) |
| Mejor Piel      | Rosa María Hernández (Los Santos)  |

### Jueces
- Daniel Machado - fotógrafo
- Catherine Correia - actriz

## Concursantes
Estas son las concursantes que han sido seleccionadas este año.
| #  | Representa    | Concursante            | Edad | Estatura (m) | Residencia           |
| -- | ------------- | ---------------------- | ---- | ------------ | -------------------- |
| 1  | Coclé         | Ana Isabel Ibáñez      | 23   | 1.65         | Penonome             |
| 2  | Los Santos    | Rosa María Hernández   | 21   | 1.67         | Las Tablas           |
| 3  | Panamá        | Nadia Luisa Díaz       | 22   | 1.67         | Ciudad de Panamá     |
| 4  | Colón         | Yamira Julisa Lindsay  | 22   | 1.70         | Colón                |
| 5  | Panamá USA    | Julianna Ivett Barriga | 19   | 1.72         | Miami                |
| 6  | Panamá        | Mercy Karina Correia   | 23   | 1.73         | Panamá               |
| 7  | Panamá        | Mayte Sánchez González | 19   | 1.74         | Panamá               |
| 8  | Colón         | Denys Rodríguez        | 22   | 1.75         | Colón                |
| 9  | Veraguas      | Ingrid González        | 20   | 1.74         | Santiago de Veraguas |
| 10 | Chiriquí      | Roselyz Bolívar        | 21   | 1.76         | David                |
| 11 | Chiriquí      | Ingrid Chang           | 21   | 1.78         | David                |
| 12 | Panamá Centro | Rosmery Suárez         | 23   | 1.77         | Panamá               |

## Calendario de elección
- viernes 28 de mayo la presentación a la prensa en el Hotel Radisson Decapolis.
- jueves 11 de septiembre noche final, la coronación de Señorita Panamá 2004.